# 豐特努瓦戰役
豐特努瓦戰役是奧地利王位繼承戰爭中的重大戰役，發生於1745年5月11日比利時圖爾奈城外8（5.0英里）處。薩克斯元帥率領五萬名法軍，擊敗由坎伯蘭公爵所率領的五萬兩千名國事遺詔聯軍。法王路易十五和他的王太子一同出現在戰場，並擔任名義上的指揮官，事後被當作強化政權威望的理據。
1744年底，法國雖還在努力為作戰提供資金，但仍在奧屬尼德蘭佔據主動權，這讓他們擁有絕佳機會取得決定性勝利。1745年4月，法軍圍攻圖爾奈，當地位於斯海爾德河上游，係屬北歐貿易網絡中的一個重要環節，因此薩克森元帥知道聯軍必定會嘗試解救該地。
薩克斯元帥派兩萬兩千人繼續圍攻圖爾奈，主力軍則部署在聖安托萬（St Antoine）、沃贊（Vezin）和豐特努瓦村，依託得天獨厚的自然地形強化防線。聯軍進行數次側翼襲擊都失敗後，向有著一萬五千名步兵的法軍中間部隊發起進攻。法軍中的愛爾蘭旅和法蘭西近衛團發起一系列騎兵衝鋒與反擊，造成聯軍重大傷亡並被迫撤退。
聯軍向布魯塞爾撤走，法軍因而取得戰場掌控權：圖爾奈不久後陷落，接著根特、奧德納爾德、布魯日和登德爾蒙德等地也都落入法軍之手。英軍於10月撤離以鎮壓國內的詹姆士黨起事，進一步導致奧斯滕德和尼烏波特被法軍攻佔。到了1745年底，法軍已經佔領絕大多數的奧屬尼德蘭地區，威脅到英國與歐陸間的聯繫。薩克斯元帥元帥奠定了當時最有才華將軍的聲譽，並恢復法國在歐陸的軍事優勢。
然而1745年12月時，法國財政部長馬肖·達努維爾警告路易十五法國已瀕臨破產，使得法國不得不於1746年8月召開布雷達會議與英國媾和。儘管法軍在1746－1748年間先後於羅庫、勞菲爾德及馬斯垂克等地取勝，但戰爭成本和英國海軍的封鎖意味著法國經濟狀況仍持續惡化，因此雙方於1748年11月簽訂《阿亨條約》後，法國歸還了戰爭期間攻占的奧屬尼德蘭領土。

## 背景

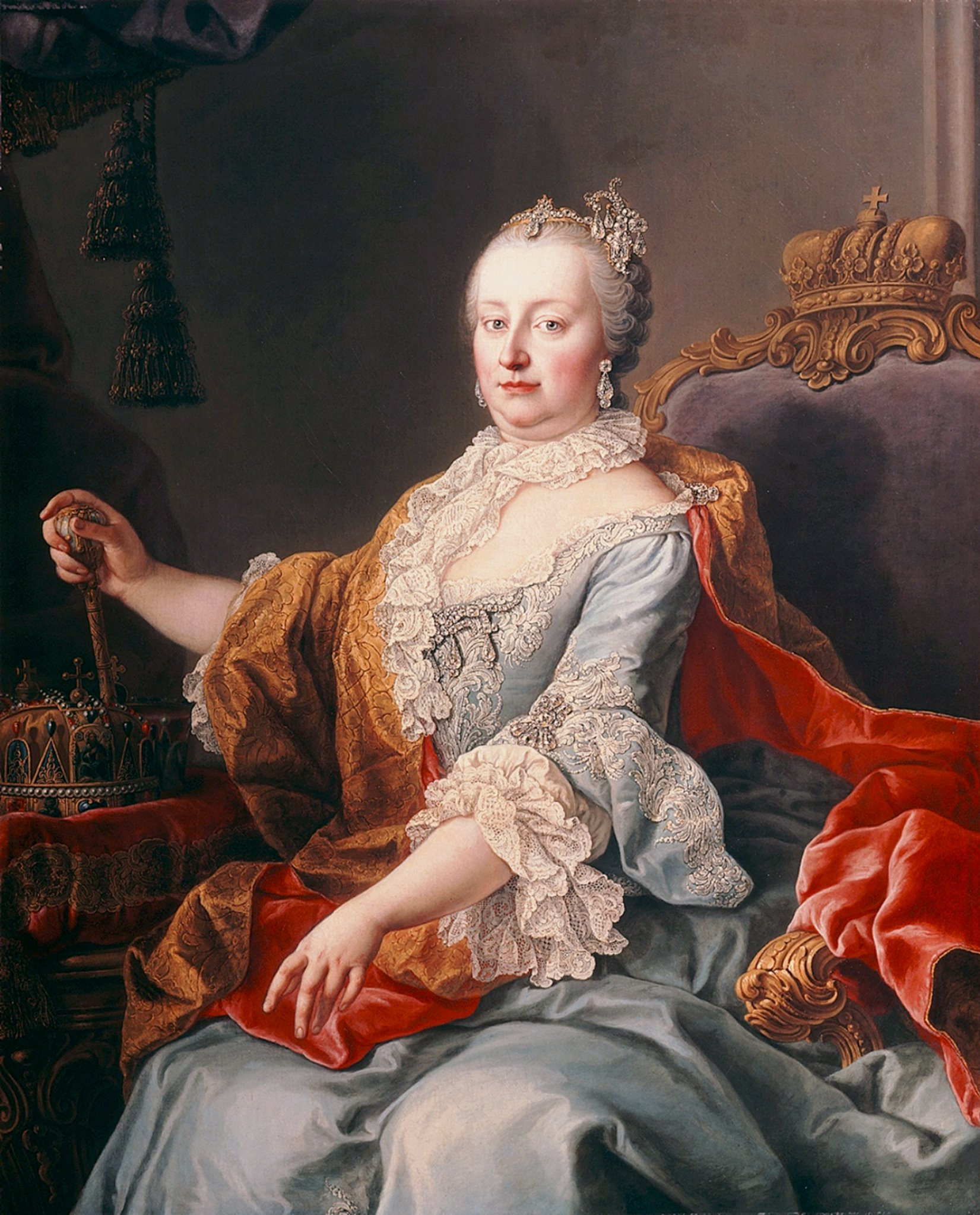
瑪麗亞·特蕾莎女皇的繼承權問題引發戰爭

奧地利王位繼承戰爭的直接原因，係查理六世於1740年的逝世，當時他是哈布斯堡王朝直系血親中最後一名男性。由於哈布斯堡君主國採用《薩利克法》，因此理論上查理六世長女瑪麗亞·特蕾莎是沒有王位繼承權的，但查理六世透過《1713年國事詔書》將此規定排除。
當時男性後裔中繼承權最近者是巴伐利亞選侯查理，他公開挑戰瑪麗亞·特蕾莎繼承權的合法性。這場王朝繼承爭議變成全歐關注的議題，因為哈布斯堡王朝統治神聖羅馬帝國，下轄絕大多數的德意志邦國，因此成為神聖羅馬皇帝也意味著會取得這些領地統治權。理論上來講神聖羅馬皇帝是經由選舉而得，而查理七世於1742年1月取得法國、普魯士和薩克森等國支持後，便成為300年來首位非哈布斯堡王朝出身的皇帝。瑪麗亞·特蕾莎則有奧地利、英國、漢諾威和荷蘭共和國等國支持，該同盟也稱國事遺詔聯軍。
雙方經過四年大戰後，普魯士成為最大贏家，於第一次西里西亞戰爭（1740－1742年）中奪取奧地利的西里西亞省，該省是帝國中最富裕的省分，其稅收占帝國總收入的十分之一，並有大量礦產、梭織業和染料工業。瑪麗亞·特蕾莎試圖奪回該省，從而引發1744－1745年的第二次西里西亞戰爭。查理七世於1745年1月逝世，不久奧軍便於4月15日的普法芬霍芬戰役中擊敗法國－巴伐利亞聯軍，並攻占巴伐利亞全境。查理七世之子馬克西米利安三世·約瑟夫因而求和，並在帝國選舉中支持瑪麗亞·特蕾莎丈夫法蘭茲·史蒂芬成為新皇。巴伐利亞退出戰爭後，奧軍終於能將目光轉向西里西亞，而法國也不再插手德意志事務，改為專注義大利和低地國戰場。

## 1745年奧屬尼德蘭戰場

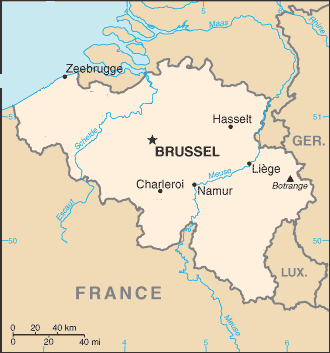
奧屬尼德蘭及其主要河流，圖爾奈坐落在斯海爾德河上游，位於法國邊境不遠處

1744年上半，法國被迫轉移資源以應對其他地方的威脅前，就在奧屬尼德蘭取得重大進展。薩克森伯爵莫里斯說服路易十五當地是讓英國謀受決定性敗仗的絕佳地點，而英國當時提供聯軍主要的軍事資源和財政來源。薩克森元帥的1745年計畫，是在國事遺詔聯軍匯聚優勢兵力前，將他們引誘到所選的地點做決戰。
法國在奧屬尼德蘭握有許多重要優勢，其中最重要的因素要屬統一的指揮部，因為聯軍與此相比，他們之間有所分歧，不斷地在戰略與目標上發生爭執。而其他因素還包括薩克森伯爵乃稱職指揮官，以及數量上占優的可用部隊數量。這個常被稱為法蘭德斯的地方，是個160公里寬的狹窄區域，海拔最高處僅100公尺高，當地河流以東西向為主。在鐵路於19世紀出現前，商業運輸主要走水路，而雙方在此戰場的重點是為了爭奪包括利斯河、桑布爾河、默茲河在內的各主要水道。
水道中最重要者要屬斯海爾德河（見地圖），該河源自北法，流過350（220英里）長的距離後，至安特衛普注入北海。薩克森元帥計畫進攻圖爾奈，該城位於法國邊境，控制進入斯海爾德河上游盆地的通道，使其成為北歐貿易網路中的重要一環。此外，圖爾奈也是奧屬尼德蘭的堡壘要塞群中最堅固者，由8,000名荷軍駐守，這些因素意味著聯軍不得不為此城而戰。
1745年3月，在經驗豐富的利戈尼爾伯爵建議後，二十四歲的坎伯蘭公爵接替喬治·韋德擔任聯軍在法蘭德斯的指揮官。國事遺詔聯軍除了有英軍和漢諾威軍外，還有由瓦爾德克親王率領的荷軍大部及柯尼賽克伯爵指揮的少數奧軍。坎伯蘭缺乏經驗，從而放大其忽視建議的傾向，而且聯軍與往年一樣，相互間的分歧很深：對奧地利來說法蘭德斯地區並不是軍事上的優先位；荷軍指揮官瓦爾德克親王不受下屬歡迎，其指令常遭質疑；而英軍和漢諾威軍則互不信任與相互怨恨。
4月21日，埃斯特雷公爵率領一支法軍騎兵分隊向蒙斯佯攻，於是坎伯蘭公爵便準備派兵解圍。雖然不久聯軍便發現那是分兵之術，但他們仍不明法軍的意圖，直到4月28日的圖爾奈圍城戰打響。對情勢掌握的不確定性，加上探子估計薩克森元帥麾下僅三萬人，意味著聯軍無法徵召各地的守軍作為援兵。

## 戰役過程

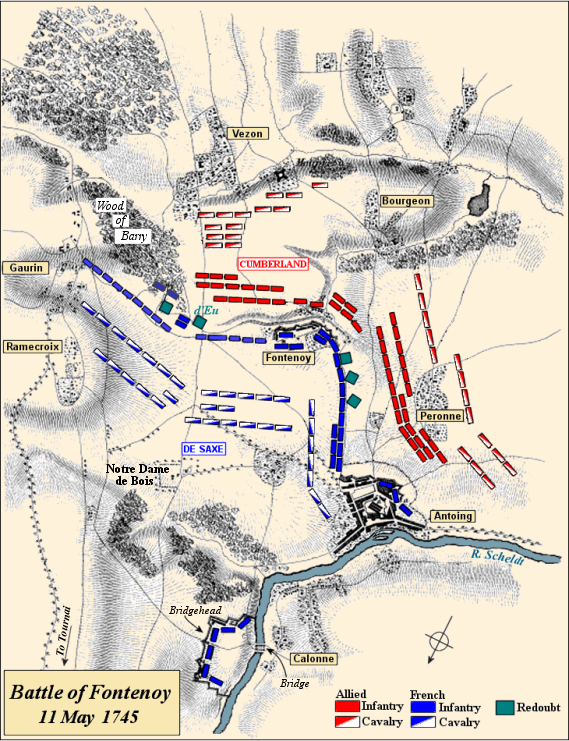
戰役地圖：法軍為藍，聯軍為紅

薩克森元帥確認聯軍從東南靠近後，留下兩萬兩千人繼續圍攻圖爾奈，主力軍則部署在聖安托萬（St Antoine）和豐特努瓦村周圍，當地距離圖爾奈8公里遠。由於薩克森元帥認為他的步兵在訓練和紀律方面不如對手，因此他盡可能將他們部署在防禦工事或堡壘後方，以鞏固諸村的據點。
主要防線沿著高原頂部延伸，右翼位於斯海爾德河上，中間是豐特努瓦，左翼則在巴里樹林（Bois de Barry）裡，防線中還有兩個最重要的堡壘：伊烏（Eu）和尚博納斯（Chambonas）。豐特努瓦前有條「蒙斯小徑（Chemin de Mons）」，那裡的地形向下延伸到韋宗（Vezon）和芽村（Bourgeon）兩個小村落。這意味著直接進攻法軍中間部隊，將會承受前方持續的火力輸出，以及來自側翼的縱射炮火。
5月9日傍晚，聯軍與法軍前哨接觸，但坎伯蘭公爵和他的部下因偵查倉促位能辨識出伊烏堡壘。隔日，詹姆斯·坎貝爾率領英軍和漢諾威軍的騎兵，將法軍逐出韋宗和芽村。坎貝爾的副將克勞福德伯爵建議，派出步兵掃蕩巴里樹林，而騎兵則繞過樹林包抄法軍左翼。荷軍驃騎兵被派去偵查路險，但遭樹林中的法軍開火被迫撤退，而聯軍也放棄該作戰計畫。
聯軍攻勢推遲至隔日，雙方在各自陣線內紮營過夜。5月11日清晨四點，聯軍整裝完畢，英軍與漢諾威軍分居右翼與中路，荷軍在左翼，而奧軍則為預備隊。荷軍奉命攻佔豐特努瓦和聖安托萬，理查德·英戈德斯比則率英軍一旅奪取尚博納斯堡壘，並掃蕩巴里樹林。一旦兩翼開始交戰，利戈尼爾伯爵麾下位於中路的聯軍主力步兵便傾巢而出向山坡上推進，並驅逐法軍主力。天一亮，聯軍砲兵就向豐特努瓦周圍的防禦工事開火，但砲擊對壕溝內的法軍步兵幾無影響。
由於坎伯蘭公爵嚴重低估法軍數量，認為法軍主力位於中路，因而忽視了法軍位於兩翼的部隊。當英戈德斯比率隊推進並撞上伊烏堡壘時，他意識到法軍左翼此時才顯現真正實力。他請求砲兵支援，而他的部隊在樹林裡遭遇名為格拉辛的火繩槍手的法軍輕裝部隊並與之交火，聯軍推進因而受阻。這些法軍總數未滿900人，但英戈德斯比並不確定他們真正的兵力，因此有所猶豫；有鑑於先前並未偵查到堡壘的存在，所以他的謹慎是可理解的，但主攻也因而推遲。

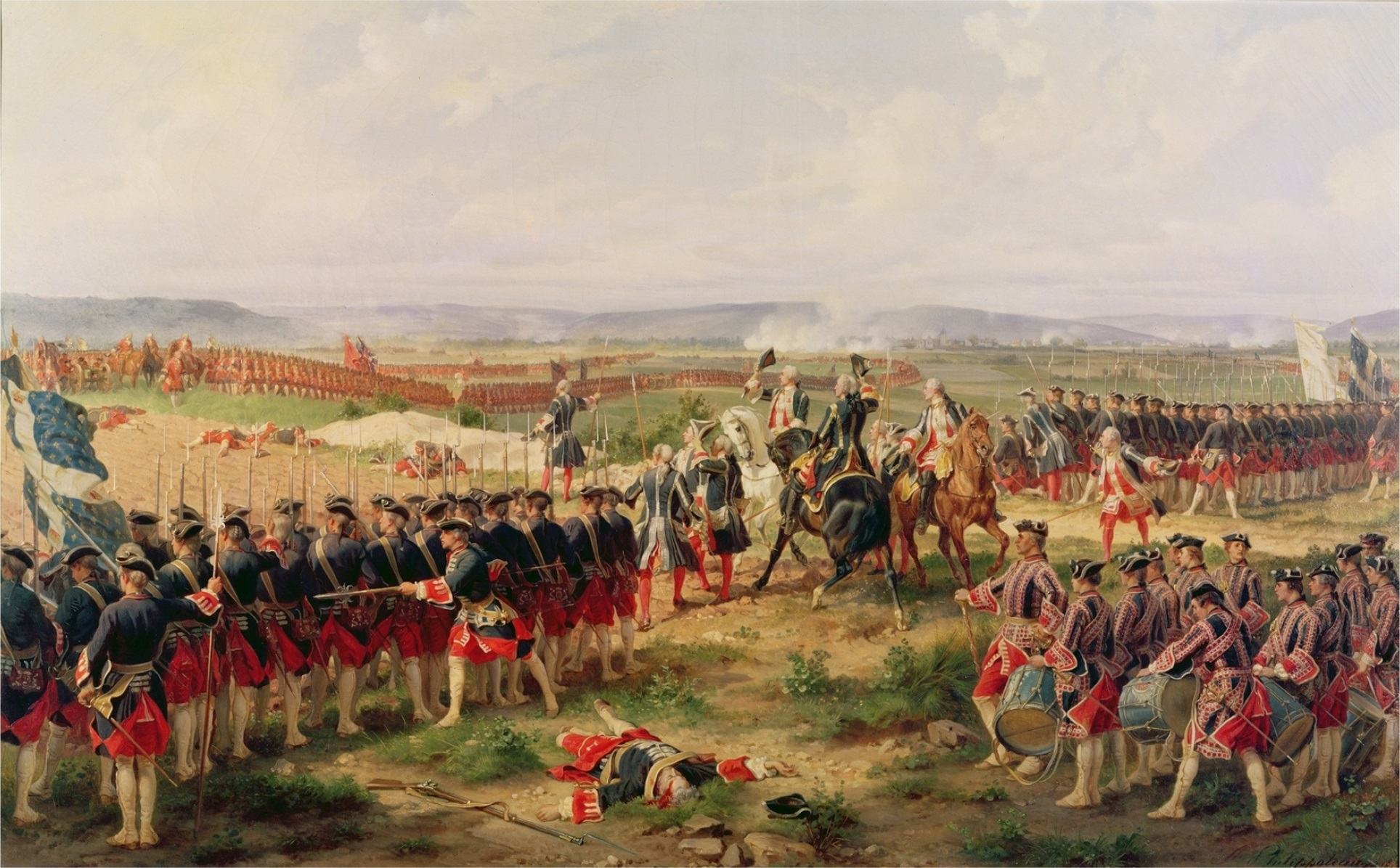
法蘭西近衛團和英軍擲彈兵衛隊互相邀請對方先開火

早晨七點，越發不耐煩的坎伯蘭公爵下令要英戈德斯比別管堡壘，然後與主力部隊會合，但他卻未能將這個決定通知利戈尼爾伯爵。當荷軍向豐特努瓦推進時，遭到法軍步兵從附近的有牆墓地裡發射的猛烈炮火，損失慘重並被擊退。早上九點，利戈尼爾伯爵派出助手前去指示英戈德斯比，要求後者立刻進攻伊烏堡壘。但當英戈德斯比秀出他收到的新命令時，利戈尼爾伯爵顯然被嚇壞了。
早上十點半，荷軍在第42步兵團的協助下，再次對豐特努瓦發起進攻；起初他們一度取得成功，但隨後就被迫撤退，而坎伯蘭公爵則於中午十二點半下令中央縱隊開拔前進。這支部隊普遍被認為有15,000人，並部署為兩列。在坎伯蘭公爵和利戈尼爾伯爵的率領下，聯軍步兵向山坡推進，並不時地停下重整戰線。儘管蒙受重大傷亡，但他們在攻頂時仍能維持陣形。
就在到達法軍陣地前，聯軍縱隊停下來檢查隊形。檢查完畢後，位於前排的英軍衛隊據稱還前去邀請法蘭西近衛團先行開火。首次齊射相當重要，指揮官們通常希望敵軍先開火，特別是當他們認為麾下紀律較佳時更是如此。如此激怒人的行為導致法軍過早開火，降低他們首次齊射的效果，而英軍則收穫造成對手700至800人傷亡的戰果。法軍前線陷入混亂，許多預備隊則已轉移到豐特努瓦對抗荷軍的進攻，而聯軍正挺進此突破口。

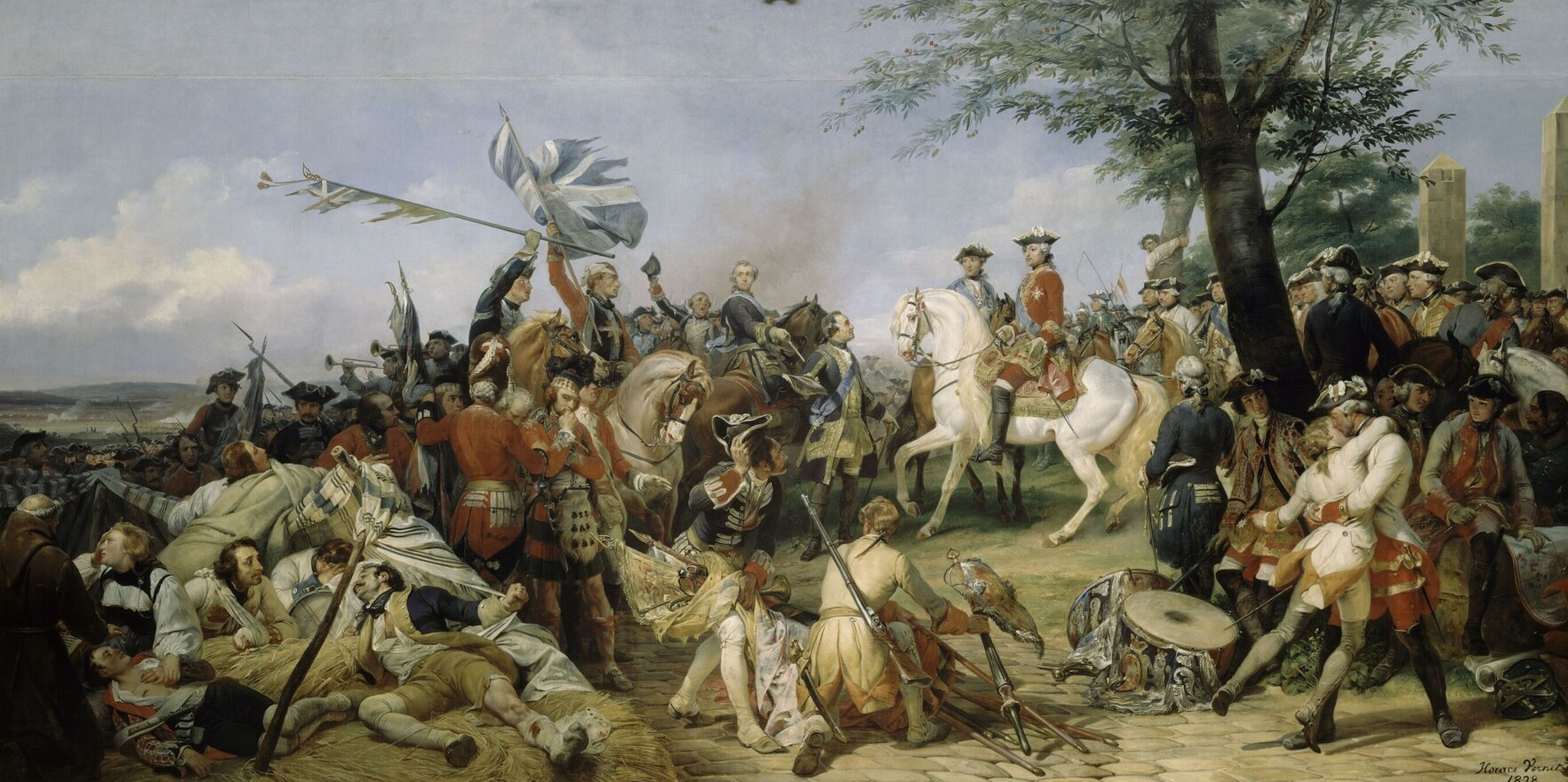
法國近衛火槍手們向路易十五和王太子展示俘獲的英軍軍旗

路易十五、王太子、諾瓦耶公爵和黎希留公爵等人在樹林聖母院附近的陣地觀戰，發現他們的軍隊陷入混亂。諾瓦耶公爵懇求法王路易移往更安全的位置，但薩克森元帥向法王保證不會輸掉這場仗，而他的副將洛文達爾則下令發起一系列騎兵攻擊，並最終成功擊退聯軍。由於坎伯蘭公爵與戰場脫節，因此他沒有對豐特努瓦或是伊烏堡壘發起新的攻勢，以減輕聯軍中路的壓力。在兩翼與前方的法軍火力壓制下，聯軍中路縱隊線成了具中空地帶的三邊方形，從而削弱了他們的火力優勢。
儘管協調不佳，法軍騎兵的衝鋒還是讓法軍步兵得以重整。下午兩點，薩克森元帥叫上剩下的砲兵，對聯軍方陣施以近距離砲擊。隨後法軍以愛爾蘭旅為首展開全面進攻，而愛爾蘭旅在這波進攻中傷亡656人，包括全團四分之一的軍官，當中還有狄龍團的詹姆斯·狄龍（James Dillon）上校。
法蘭西近衛團在薩克森元帥和洛文達爾的率領下，再次發起進攻，而埃斯特雷公爵和黎希留公爵則帶上菁英騎兵法王近衛隊。各路聯軍都遭擊退，蒙受重大損失：其中第23步兵團有322人傷亡，而三個皇家衛隊團則有超過700人的傷亡。儘管如此，富有紀律與訓練有素的他們仍能且戰且走，後衛部隊也不時轉身向追兵開火。撤至韋宗後，聯軍騎兵會進到行軍縱隊中為其提供保護，然後在幾無法軍的干擾下撤回阿特。
隔日，埃斯特雷公爵率領一支法軍騎兵部隊前往勒兹，並俘虜3,000至4,000名敵軍，其中包含2,000名受傷的英國－漢諾威士兵，法軍同時還俘獲44門火砲和122台補給馬車。

## 後續發展

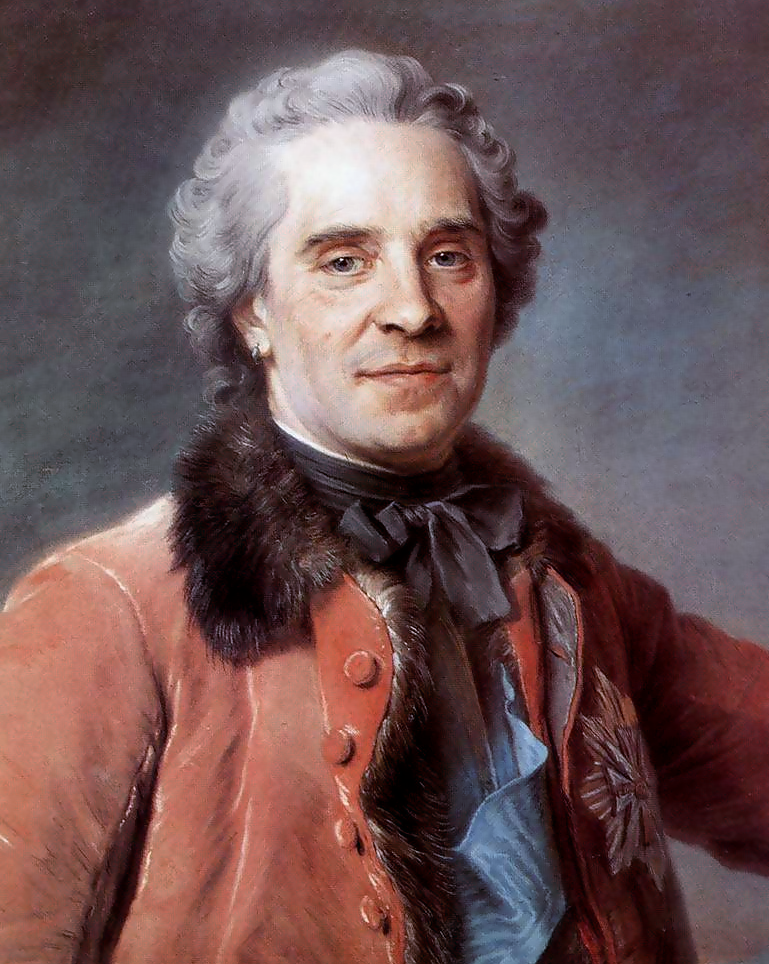
薩克森伯爵莫里斯：儘管痛苦不堪，但他的干預和領導是法軍勝利的關鍵

豐特努瓦一役的傷亡數，是自1709年馬爾普拉凱戰役以來最高的：法軍傷亡7,000至8,000人，而聯軍傷亡數則高達10,000至12,000人，當中還包括被俘者。儘管薩克森元帥不久便被批評沒去追擊敵軍，他還是解釋道說他的部隊已疲憊不堪，而且聯軍騎兵和步兵大部依然完好無損。由於遭逢水腫的痛苦不堪，薩克森元帥坐在柳條椅上並被抬到戰場附近以指揮戰局。這些批評者中並沒有路易士五或腓特烈大帝，後者更認為豐特努瓦一役是戰術傑作，還邀請薩克森元帥到忘憂宮討論。
與薩克森元帥相反，坎伯蘭公爵表現差勁：他不僅無視較有經驗的下屬所給出的建議，也未能掃蕩巴里樹林，還給英戈德斯比相互衝突的指令。儘管坎伯蘭公爵的勇氣受人讚賞，但聯軍騎兵卻因他親自參與步兵的進攻而未能有所為，顯示其缺乏戰略眼光。利戈尼爾伯爵和其他聯軍人物認為豐特努瓦是「從勝利縫隙中溜出的敗仗」，這對一名24歲小將的首次作戰來說可被理解，兩年後的勞菲爾德戰役同樣的錯誤又再次顯現。
儘管證據清楚地支持他對收到不一致命令的說法，英戈德斯比還是因延誤進攻伊烏堡壘而遭受軍事審判。他本人不僅負傷，其所屬旅的兩個團也蒙受聯軍各單位中最高的傷亡數。軍事法庭認為攻勢的延誤是因為「判斷錯誤，而非缺乏勇氣」，但英戈德斯比還是被逐出軍隊，而許多人都認為這項決定並不公平。
這場勝利意味著法國再次奪回歐陸最強軍事大國的地位，同時打破馬爾博羅公爵所建立的英軍優勢神話。然而，儘管薩克森元帥在努力下發現了聯軍所缺乏的領導力，聯軍步兵優勢的紀律還是顯示他們依然優於法軍步兵。由於法王路易十五技術性出現在豐特努瓦一役，他成了自路易十四以來首位在戰場上擊敗英軍的法國國王。這場勝仗也被用來提升路易十五的威望，並得到相關宣傳活動的支持，其中包括伏爾泰的讚美詩作《豐特努瓦戰役》（La Bataille De Fontenoy）。

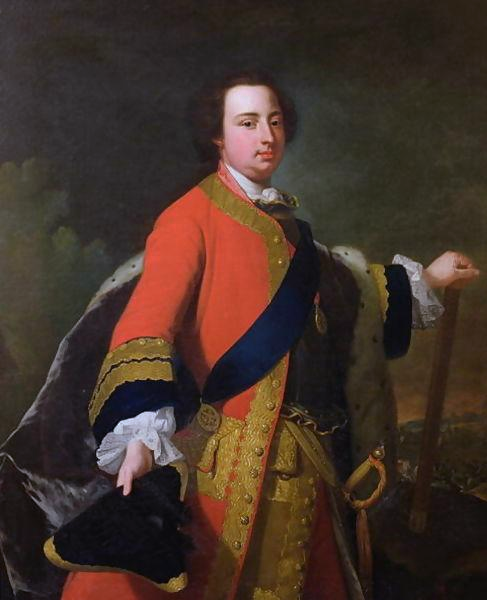
聯軍指揮官坎伯蘭公爵：他此役的個人勇氣被其衝突指令和缺乏戰略眼光造成的混亂所抵銷

聯軍敗戰後內部相互推諉，許多英國人都指責荷軍沒有透過進攻豐特努瓦以減輕中路的壓力。荷軍騎兵指揮官卡西米爾·范·施利彭巴赫（Casimir van Schlippenbach）也持這種觀點，並批評其步兵拒絕推進的行為。雖然荷軍騎兵倉皇逃跑，但軍官們隨後收編逃散部隊，而步兵也能維持陣型並有條不紊地撤退。大多數聯軍人物都同意這場敗仗是坎伯蘭公爵本人缺乏領導力、造成混亂所致。
由於解圍無望，圖爾奈只能於6月20日投降，隨後奧斯滕德和尼烏波特也接連淪於法軍之手。10月，英軍被迫轉移資源回國內以鎮壓詹姆士黨起事，而薩克森元帥則於1746年繼續推進。到了1747年底，法軍已經控制奧屬尼德蘭絕大部分地區，並威脅到荷蘭共和國本土，但法國經濟正因英國海軍的封鎖而被勒住。
儘管荷軍出現在國事遺詔聯軍中，法國還是遲至1747年才對荷宣戰；如此一來法國的財務狀況更加惡化，因為荷蘭還是中立國身分時，一直是法國進出口的主要承載者。1748年，法國撤出荷蘭本土，同意簽署《阿亨條約》。以如此多的代價只換回如此少的回報，使一句法國短語「像和平一樣愚蠢」流行了起來。
史學家里德·布朗寧（Reed Browning）對法軍在豐特努瓦的勝利所產生的影響描述為：「當下看起來只勝出一些，但其成果卻相當豐富」。後來拿破崙也宣稱豐特努瓦一役，讓法國「舊制度」又苟延了30多年。

## 註解
1. ↑  《1713年國事遺詔》的擁護者通稱國事遺詔聯軍
2. ↑  常被視為「奧地利」，其領土包含奧地利、匈牙利、克羅埃西亞、波希米亞、奧屬尼德蘭和帕爾馬等地
3. ↑  包含駐防那慕爾與沙勒羅瓦的8,000人
4. ↑  「英軍與愛爾蘭旅間的戰鬥相當激烈，砲火不斷、屠殺極劇，但英軍最後損失巨大，隨後被迫撤走（"The encounter between the British and Irish Brigade was fierce, the fire constant, and the slaughter great; but the loss on the side of the British was such, they were at length compelled to retire".）」[36]
5. ↑  'defeat snatched from the jaws of victory'
6. ↑  第12步兵團（英语：Suffolk Regiment）和貝斯拉格的漢諾威步兵團（Böselager's Hanoverian Foot）
7. ↑  "as stupid as the Peace"
8. ↑  "The margin of victory had been narrow; the fruits thereof were nevertheless abundant."

## 來源
- Anderson, M. S. . Routledge. 1995. ISBN 978-0582059504.
- Armour, Ian. . Bloomsbury Academic Press. 2012. ISBN 978-1849664882.
- Black, Jeremy. . Routledge. 1998. ISBN 1-85728-772-X.
- Black, James. . Routledge. 1999. ISBN 978-1857289343.
- Browning, Reed. . Griffin. 1995. ISBN 978-0312125615.
- Chandler, David G. . Spellmount. 1990. ISBN 0-946771-42-1.
- Charteris, Evan.  repr. Forgotten Books. 2012 [1913].
- Childs, John.  2nd. Manchester University Press. 2013 [1991]. ISBN 978-0719089961.
- Coakley, Robert W; Stetson, Conn. . Center for Military History. 1975.
- Iverson, John R. . Studies in Eighteenth Century Culture. 1999, 28 (1): 207–228. ISSN 1938-6133. S2CID 143582012. doi:10.1353/sec.2010.0146 （英语）.
- MacDonogh, Giles. . W & N. 1999. ISBN 978-0297817772.
- MacKinnon, Daniel. . Richard Bentley. 1883.
- McGarry, Stephen. . The History Press. 2014. ISBN 978-1-845887-995.
- Mcintyre, Jim. . Winged Hussar. 2016. ISBN 978-0996365703.
- McKay, Derek. . Routledge. 1983. ISBN 978-0582485549.
- McLynn, Frank. . Vintage. 2008. ISBN 978-0099526391.
- McNally, Michael. . Osprey. 2017. ISBN 978-1472816252.
- Oliphant, John. . Bloomsbury Academic. 2015. ISBN 978-1472511188.
- Scott, Hamish. . Routledge. 2015. ISBN 978-1138134232.
- Skrine, Francis Henry.  repr. Forgotten Books. 2018 [1906]. ISBN 978-0260413550.
- Smollett, Tobias.  II. London. 1848. OCLC 1019245095.
- Starkey, Armstrong. . Praeger. 2003. ISBN 0-275-97240-2.
- Townshend, Charles Vere Ferrers. . Books on Demand. 2015 [1901]. ISBN 978-5519290968.
- Weigley, R.F. . Willey & Sons. 1991. ISBN 978-0253363800.
- White, J. E. M. . Hmish Hamilton. 1962. OCLC 460730933.
- Castex, Jean-Claude. . Les Ã ditions du Phare-Ouest. 2012. ISBN 978-2921668064.
- Périni, Édouard Hardÿ de. . E. Flammarion (Paris). 1906. ISBN 9782016137376.